# Anadara uropigimelana
Anadara uropigimelana is een tweekleppigensoort uit de familie van de Arcidae. De wetenschappelijke naam van de soort is voor het eerst geldig gepubliceerd in 1827 door Bory de Saint-Vincent.